# Бодок
Бодок (рум. Bodoc) — село у повіті Ковасна в Румунії. Адміністративний центр комуни Бодок.
Село розташоване на відстані 169 км на північ від Бухареста, 11 км на північний схід від Сфинту-Георге, 38 км на північний схід від Брашова.

## Населення
За даними перепису населення 2002 року у селі проживали 1164 особи.
Національний склад населення села:
| Національність | Кількість осіб | Відсоток |
| -------------- | -------------- | -------- |
| угорці         | 1112           | 95,5%    |
| румуни         | 52             | 4,5%     |

Рідною мовою назвали:
| Мова      | Кількість осіб | Відсоток |
| --------- | -------------- | -------- |
| угорська  | 1112           | 95,5%    |
| румунська | 52             | 4,5%     |